# 10280 Yequanzhi
A 10280 Yequanzhi (ideiglenes jelöléssel (10280) 1981 EA43) a Naprendszer kisbolygóövében található aszteroida. Schelte J. Bus fedezte fel 1981. március 2-án.

## Kapcsolódó szócikk
- Kisbolygók listája (10001–10500)